# Nationwide Arena
A Nationwide Arena é uma grande arena polivalente, em Columbus, Ohio, nos Estados Unidos. Desde sua conclusão em 2000, a arena tem sido o lar do time de hóquei no gelo Columbus Blue Jackets, da Liga Nacional de Hóquei daquele país.
A arena é um dos dois locais em Columbus, juntamente com o Greater Columbus Convention Center, que sedia eventos durante o Arnold Classic, um evento de esportes e fitness organizado pelo ator, fisiculturista e ex-governador da Califórnia Arnold Schwarzenegger.
Em maio de 2012, o prefeito de Columbus Michael B. Coleman fez um apelo à NBA pedindo uma expansão ou que um time realocado se mudasse para a Nationwide Arena.

## Galeria
- Interior